# АР1
АР1 — четырёхосная пассажирская двухдизельная автомотриса с гидромеханической передачей. Автомотриса создана на базе конструкции дизель-поезда ДР1 и выпущена в двух экземплярах Рижским вагоностроительным заводом. Обе автомотрисы находились в эксплуатации весьма непродолжительное время и к настоящему времени не сохранились.

## История
По техническим требованиям, разработанным ВНИИЖТом, Рижский вагоностроительный завод (РВЗ) в 1967 — 68 гг. спроектировал четырёхосную пригородную автомотрису для пассажирских перевозок на линиях с небольшими пассажиропотоками (до 400—600 человек в сутки).
В начале 1969 г. завод изготовил две автомотрисы серии АР1, кузова и тележки которых были унифицированы с соответствующими узлами дизель-поезда серии ДР1.

## Конструкция

### Силовая установка
Каждая автомотриса имела по два машинных отделения. В каждом отделении был установлен V-образный 4-тактный 8-цилиндровый дизель ЯМЗ-238 автомобильного типа мощностью 240 л.с.
Вал дизеля соединялся с гидромеханической передачей ГМП-240.

### Трансмиссия
От гидромеханической передачи вращающий момент с помощью карданного вала и зубчатого редуктора передавался внутренней колёсной паре тележки. Автомотриса имела две движущие и две поддерживающие колёсные пары.
Гидромеханическая передача позволяла получить две ступени скорости.

### Дополнительные данные
Компрессор, гидронасос и генератор приводились от дизеля через гидромеханическую передачу.
На автомотрисе АР1-02 в порядке эксперимента было установлено оборудование для автоматического управления дизелями и гидропередачами.

## Испытания и дальнейшая судьба автомотрис
В августе — сентябре 1969 г. автомотрисы проходили обкатку под наблюдением работников РВЗ на участке Даугавпилс — Крустпилс (Прибалтийская железная дорога). Пробег каждой автомотрисы на этом участке составил около 5000 км.
В мае 1970 г. автомотрисы были переданы в депо Тернополь (Львовская железная дорога) для перевозки пассажиров на участках Тернополь — Красне, Тернополь — Чертков и Тернополь — Бережаны. Здесь проводились опытные поездки с хронометражом режимов работы.
Результаты эксплуатационных испытаний автомотрис рассматривались 9 декабря 1971 года на комиссии локомотивного хозяйства Научно-технического совета МПС. Было принято решение возвратить автомотрисы на завод для устранения выявленных недостатков. Требовалось повысить надёжность работы гидропередач, улучшить доступ к ним при обслуживании и ремонте, а также обеспечить пожаробезопасность. Однако вместо этого автомотрисы были направлены на Октябрьскую железную дорогу для перевозки рабочих ПМС в Решетниково и Рябово. В пассажирском движении эти автомотрисы больше не участвовали. Обе автомотрисы к настоящему времени списаны; АР1-02 разрезана в металлолом. Первая машина, скорее всего, также не сохранилась.